# Rogue Wave Software
Rogue Wave Software — компания — разработчик кросс-платформенных средств программирования и отладки приложений HPC.
Компания была основана в 1989 в Сиэтле (штат Вашингтон, США). В ноябре 1996 вышла на IPO. В 2003 приобретена компанией Quovadx, Inc., с конца 2000-х снова независимая компания.
В 2009 приобрела Visual Numerics (разработчик математических и статистических библиотек), и TotalView Technologies (ранее Etnus, разработчик отладчиков для C, C++, Fortran).
В 2010 была приобретена компания Acumem (работала в области оптимизации многопоточных приложений). В 2019 году компания Rogue Wave Software была приобтетена компанией Perforce Software, Inc. (Миннеаполис, США).

## Продукты
Изначально Rogue Wave занималась коммерческими библиотеками для языка C++: Math.h++ (1989), Tools.h++ (1990), dbtools.h++, linpack.h++. В 2001 году продукты серии «.h++» были объединены в SourcePro C++. В конце 2009 Rogue Wave Software начала предлагать продукты для разработки параллельных программ.
С приобретением Visual Numerics (VNI) Rogue Wave начала продажу IMSL Numerical Libraries и PV-WAVE (среда визуального анализа). С приобретением TotalView Technologies началась продажа отладчиков TotalView, MemoryScape и ReplayEngine. В 2010 году была приобретена Acumem и её профилировщик ThreadSpotter.
Список продуктов: HostAccess, HydraExpress, IMSL Numerical Libraries, PV-WAVE, SourcePro C++, Stingray Studio, ThreadSpotter, серия продуктов TotalView.